# Jan Becker (Hypnotiseur)
Jan Becker (* 31. August 1975 in Neunkirchen (Saar)) ist ein deutscher Hypnotiseur, Mentalist und Autor.

## Leben
Jan Becker wuchs in Neunkirchen auf. Im Alter von zwölf Jahren erhielt er ein antiquarisches Exemplar Gedankenlesen vom österreichischen Mentalisten Erik Jan Hanussen. Nach seinem Abitur absolvierte er eine Ausbildung zum Hypnosetrainer.
2009 nahm Becker an der zweiten Staffel der TV-Sendung The next Uri Geller – Unglaubliche Phänomene Live auf ProSieben teil. Im Finale am 3. März 2009 konnte er sich gegen Manuel Horeth und Ully Loup durchsetzen und wurde schließlich zum Gewinner der Show. Am 9. März 2009 trat Becker vor dem Bundesligaheimspiel der abstiegsgefährdeten Borussia Mönchengladbach gegen den um die Meisterschaft spielenden Hamburger SV auf und sagte hier einen Sieg für die Heimmannschaft voraus, der mit 4:1 auch eintrat.
Im Juni 2016 wurde auf RTL die von Oliver Geissen moderierte TV-Show Schau mir in die Augen – Promis unter Hypnose mit Becker als Hypnotiseur ausgestrahlt.
Als Autor veröffentlichte Becker von 2011 bis 2021 insgesamt neun Bücher, die allesamt in den SPIEGEL-Bestsellerlisten geführt wurden.
Jan Becker lebt heute in Berlin. Sein Atelier für Rare Künste befindet sich in Berlin-Weißensee. Hier finden regelmäßig Veranstaltungen, Vorträge und seine Soirée „Geist“ statt.
Seit 2020 bildet Jan Becker Menschen aus den Bereichen Gesundheit, Politik, Wirtschaft, Sport und Kunst in Hypnose, Performance und Resonanz an seiner Wundermacher Akademie aus.

## Bücher (Auswahl)
- Ich kenne dein Geheimnis: Enthüllungen eines Wundermachers, Pendo Verlag, München 2011, ISBN 978-3-86612-283-3.
- Du wirst tun, was ich will: Hypnose-Techniken für den Alltag. Piper Verlag, München 2012, ISBN 978-3-492-30410-8.
- Das Geheimnis der Intuition: wie man spürt, was man nicht wissen kann, Piper Verlag, München 2014, ISBN 978-3-492-30460-3.
- Du kannst schaffen, was du willst, Piper Verlag, München 2015, ISBN 978-3-492-06025-7.
- Nichtraucher in 120 Minuten, Piper Verlag, München 2016, ISBN 978-3-492-30890-8.
- Du kannst schlank sein, wenn du willst: Mit Selbsthypnose zum Wunschgewicht, Piper Verlag, München/Berlin 2017, ISBN 978-3-492-06060-8.
- mit Christiane Stella Bongertz: Entspannt schaffst du alles! Mit neuen Hypnosetechniken zu mehr Gelassenheit und Erfolg. Piper, München 2018, ISBN 978-3-492-06105-6.